# MTV Video Vanguard Award
MTV Video Vanguard Award, a od 1991 Michael Jackson Video Vanguard Award (imienia Michaela Jacksona) to specjalna nagroda wręczana przez MTV podczas nagród Video Music Awards za wkład w kulturę stacji. Otrzymują ją wykonawcy i reżyserowie.

## Nagrodzeni wykonawcy
| Rok  | Wykonawca             | Dodatkowe informacje                                           |
| ---- | --------------------- | -------------------------------------------------------------- |
| 1984 | David Bowie           |                                                                |
| 1984 | The Beatles           |                                                                |
| 1985 | David Byrne           |                                                                |
| 1986 | Madonna               | nagroda zatytułowana Lifetime Achievement Video Vanguard Award |
| 1987 | Peter Gabriel         |                                                                |
| 1988 | Michael Jackson       |                                                                |
| 1989 | George Michael        |                                                                |
| 1990 | Janet Jackson         |                                                                |
| 1991 | Bon Jovi              | wspólna nagroda z reżyserem Wayne’em Ishamem                   |
| 1992 | Guns N’ Roses         |                                                                |
| 1994 | The Rolling Stones    | nagroda zatytułowana Lifetime Achievement Award                |
| 1995 | R.E.M.                |                                                                |
| 1997 | LL Cool J             |                                                                |
| 1998 | Beastie Boys          |                                                                |
| 2000 | Red Hot Chili Peppers |                                                                |
| 2001 | U2                    |                                                                |
| 2003 | Duran Duran           |                                                                |
| 2011 | Britney Spears        |                                                                |
| 2013 | Justin Timberlake     |                                                                |
| 2014 | Beyoncé               |                                                                |
| 2015 | Kanye West            |                                                                |
| 2016 | Rihanna               |                                                                |
| 2017 | Pink                  |                                                                |
| 2018 | Jennifer Lopez        |                                                                |
| 2019 | Missy Elliott         |                                                                |
| 2022 | Nicki Minaj           |                                                                |
| 2023 | Shakira               |                                                                |
| 2024 | Katy Perry            |                                                                |

## Nagrodzeni reżyserowie
| Rok  | Reżyser                  | Dodatkowe informacje                                           |
| ---- | ------------------------ | -------------------------------------------------------------- |
| 1984 | Richard Lester           |                                                                |
| 1985 | Russell Mulcahy          |                                                                |
| 1985 | Kevin Godley i Lol Creme | wspólna nagroda                                                |
| 1986 | Zbigniew Rybczyński      | nagroda zatytułowana Lifetime Achievement Video Vanguard Award |
| 1987 | Julien Temple            |                                                                |
| 1991 | Wayne Isham              | wspólna nagroda z zespołem Bon Jovi                            |
| 1994 | Tom Petty                |                                                                |
| 1997 | Mark Romanek             |                                                                |
| 2006 | Hype Williams            |                                                                |